# Flettner Fl 185
El Flettner Fl 185 era un girodí experimental desenvolupat per Anton Flettner, una màquina que podia volar tant com a helicòpter o com a autogir.

## Disseny i desenvolupament
Aquesta aeronau es va desenvolupar el 1936 amb el suport de la Kriegsmarine. Funcionava amb un motor Siemens-Halske Sh 14 de 160 cavalls de potència (120 kW), un motor radial amb refrigeració forçada per aire, muntat al morro. El motor accionava un rotor principal de 12 m de diàmetre i dues hèlices auxiliars en uns muntants connectats al fuselatge. En el moment de l'enlairament o en vol estacionari les hèlices auxiliars treballaven oposades entre si i servien per cancel·lar el parell del rotor principal, una funció que gestiona un rotor de cua de pas variable en els helicòpters contemporanis. En el vol endavant, però, ambdues hèlices treballaven per proporcionar empenta cap endavant mentre el rotor es posava en autorotació, com en un autogir. El tren d'aterratge consistia en una roda al morro i dues rodes estabilitzadores més petites sota els muntants exteriors i un patí de cua. Només es va construir un prototip. El projecte es va abandonar per donar pas al Flettner Fl 265 que incorporava el nou disseny de rotors contra-rotatius intercalars.